# 长安路街道 (洛阳市)
长安路街道，是中华人民共和国河南省洛陽市涧西区下辖的一个乡镇级行政单位。

## 行政区划
长安路街道下辖以下地区：
甘肃路二街坊社区、长安路二街坊社区、长安路三街坊社区、青岛路一街坊社区、青岛路二街坊社区、郑州路四街坊社区和华山路社区。